# Noćas pevam samo tebi
Noćas pevam samo tebi solo album je srpske pjevačice Zane Nimani. Sadrži 9 pjesama od kojih su hitovi Što ne znam gde si sad, naslovna pjesma, Eto, to si ti, Miško zna… Objavljen je 1986. godine. u izdanju Jugotona.
Ovo je prvi i jedini album Zane Nimani nakon njenog izlaska iz grupe Zana.

## O albumu
Sniman je u razdoblju od 1984. do 1986. u studiju Mirage u Stockholmu. Produkciju je radio Tini Varga.

## Popis pjesama
| Br. | Skladba                    | Trajanje |
| --- | -------------------------- | -------- |
| 1.  | »Što ne znam gde si sad«   | 4:13     |
| 2.  | »Ljubim te«                | 3:53     |
| 3.  | »Miško zna«                | 3:22     |
| 4.  | »Hir«                      | 3:23     |
| 5.  | »Eto, to si ti«            | 5:02     |
| 6.  | »Noćas pevam samo tebi«    | 4:15     |
| 7.  | »Začaraću te«              | 4:50     |
| 8.  | »Bravo«                    | 4:50     |
| 9.  | »Sanjam (dok kiše lutaju)« | 5:07     |